# Tosse
Tosse (gaskonsko Tòssa) je naselje in občina v francoskem departmaju Landes regije Akvitanije. Naselje je leta 2011 imelo 2.391 prebivalcev.

## Geografija
Kraj leži v pokrajini Gaskonji 28 km zahodno od Daxa.

## Uprava
Občina Tosse skupaj s sosednjimi občinami Angresse, Azur, Magescq, Messanges, Moliets-et-Maa, Saint-Geours-de-Maremne, Seignosse, Soorts-Hossegor, Soustons in Vieux-Boucau-les-Bains sestavlja kanton Soustons s sedežem v Soustonsu. Kanton je sestavni del okrožja Dax.

## Zanimivosti
- romanska cerkev sv. Severa iz 12. stoletja, na seznamu francoskih zgodovinskih spomenikov od leta 1928,
- jezeri Étang Blanc, Étang Noir.